# 馬杜路國家公園
08°55′50″N 80°12′50″E / 8.93056°N 80.21389°E
馬杜路國家公園是斯里蘭卡的國家公園，位於該國北部，處於北部省，成立於2015年6月22日，面積631平方公里，有亞洲象、花鹿、熊、亞洲胡狼、鼷鹿、長尾葉猴、赤獴、灰獴、豹、麂、水牛、野豬等哺乳類動物棲息。